# 塞爾坎·戈策爾
塞爾坎·戈策爾（德語：Serkan Göcer；1996年6月26日—）是一位德國足球運動員，在場上的位置是攻擊型中場。他現在效力於德國球隊沙爾克04二隊。